# Lauroppia baetica
Lauroppia baetica är en kvalsterart som beskrevs av Antonio Arillo och Subías 1996. Lauroppia baetica ingår i släktet Lauroppia och familjen Oppiidae. Inga underarter finns listade i Catalogue of Life.